# Presentación en el templo (Vouet)
La presentación en el templo es un cuadro del pintor francés Simon Vouet realizado en 1640 y que se halla en el Museo del Louvre.
En él, Vouet representa la escena evangélica de la Presentación de Jesús en el Templo, una de las más representadas en la historia del arte. María presenta a su hijo al anciano Simeón que lo recibe envuelto en paños. Al lado, José lleva una pequeña jaula con el sacrificio de dos tórtolas.